# چان چین-وی
 چان چین-وی (انگلیسی: Chan Chin-wei؛ زادهٔ ۸ ژانویهٔ ۱۹۸۵) یک تنیس‌باز اهل تایوان است.